# Fútbol Club Chimaltenango
Chimaltenango FC es un equipo que participa actualmente en la Primera División de Ascenso del fútbol guatemalteco formando parte del Grupo "A". El equipo participa esta temporada de nuevo en el fútbol federado tras dejar de jugar por 3 años.
En la temporada 1997/1998 jugó en la Liga mayor del fútbol de Guatemala y ha estado más de 14 años en la máxima liga de Ascenso, de la cual ha descendido 2 veces, y a la cual busca volver esta temporada.